# Amalia

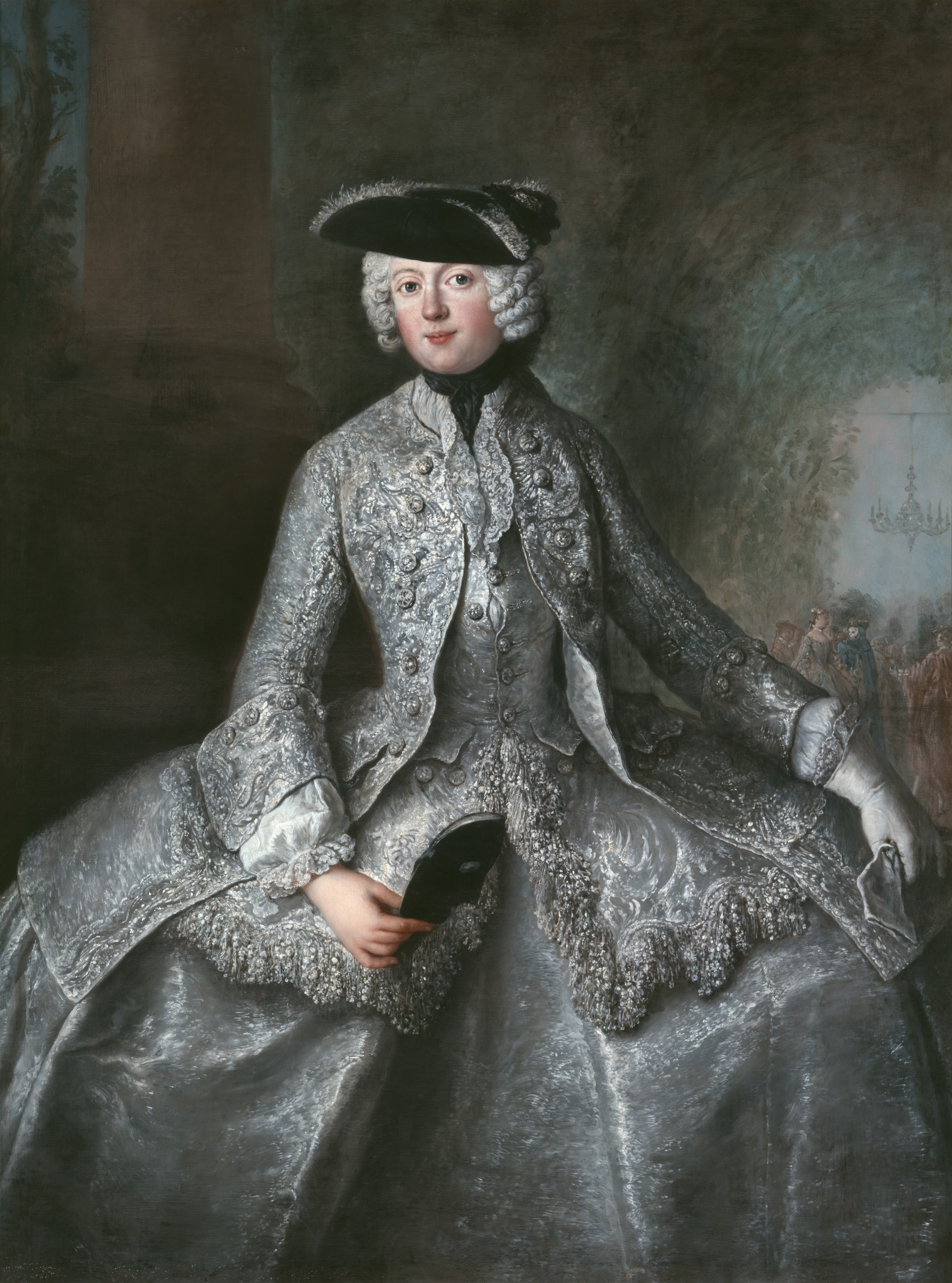
Anna Amalia av Preussen

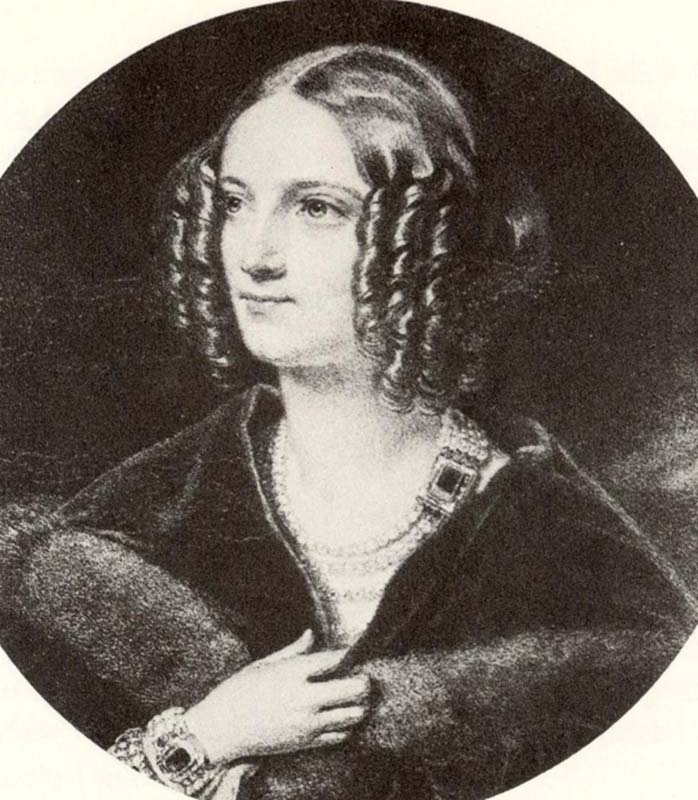
Prinsessan Amalia av Sverige

Kvinnonamnet Amalia (liksom varianterna Amalie, Amelie, Amelia och Amilia) är troligen en latiniserad form av gotiska namn som börjar på Amal- som betyder verksam.
Det äldsta belägget för Amalia i Sverige är från år 1646. På 1700-talet blev namnet populärt hos den tyska och skandinaviska adeln och fick sedan stor spridning under 1800-talet och kring förra sekelskiftet. Namnet blev sedan omodernt under större delen av 1900-talet, men har under senare år kommit att öka i popularitet igen.
Den 31 december 2014 fanns det totalt 2 736 kvinnor folkbokförda i Sverige med namnet Amalia, varav 663 bar det som tilltalsnamn.
Namnsdag i Sverige: 20 april, delas med Amelie. I den finlandssvenska namnsdagslängden har Amalia namnsdag 19 maj sedan 1995. Före det hade Amalia namnsdag 20 april 1929–1949.

## Personer med namnet Amalia
- Amalia Augusta av Bayern, drottning av Sachsen
- Amalia av Hessen-Darmstadt, prinsessa av Baden
- Amalia av Leuchtenberg, kejsarinna av Brasilien
- Amalia av Oldenburg, drottning av Grekland
- Anna Amalia av Preussen, preussisk musiker och prinsessa
- Amalia av Solms-Braunfels, furstinna av Oranien
- Amalia av Sverige, svensk prinsessa, dotter till kung Gustav IV Adolf
- Karolina Amalia av Augustenborg, dansk drottning
- Fredrika Amalia av Danmark, hertiginna av Holstein-Gottorp
- Amalia Assur, Sveriges första kvinnliga tandläkare
- Amalia Eriksson, polkagrisens uppfinnare
- Amalia Fahlstedt, svensk författare
- Amalia von Helvig, tysk-svensk författare och konstnär
- Amalia Lindegren, svensk konstnär
- Amália Rodrigues, portugisisk fadosångerska
- Amalia Riégo, svensk sopran
- Amalia Schoppe, tysk författare